# Ruszków (województwo łódzkie)
Ruszków – wieś w Polsce położona w województwie łódzkim, w powiecie sieradzkim, w gminie Brzeźnio.
Przez miejscowość przepływa niewielka rzeka Żeglina, dopływ Warty. Na części gruntów wsi powstał Zbiornik Próba.

## Historia
W źródłach pisanych wieś pojawia się w 1393 r. Mieszkała tu rodzina Ruszkowskich, h. Pobóg, której najwybitniejszym przedstawicielem był Andrzej Ruszkowski (miecznik), fundator kościoła bernardynów i murowanego dworu w Złoczewie. W 1599 r. Andrzej Ruszkowski, oprócz Ruszkowa i Złoczewa, miał także Barczew, stare gniazdo Mszczuja z Barczewa. Ruszkowscy utrzymali się w Ruszkowie co najmniej do przełomu XVII-XVIII w. Jak wynika to z inwentarza z 1699 r. istniał tu, opisany w tym inwentarzu, dwór otoczony fosą. Jednakże początki siedziby obronnej Ruszkowskich sięgają z pewnością XV–XVI w. Inwentarz dworów z 1699 r. i 1733 r. zawarty jest w książce Leszka Kajzera i Jerzego Augustyniaka (s.178-180).
W latach 1975–1998 miejscowość położona była w województwie sieradzkim.